# Marianne Koch
Marianne Koch (Múnic, 19 d'agost de 1931) és una actriu de cinema i de televisió alemanya, coneguda per la seva participació en pel·lícules de Spaghetti Western en la dècada del 1950 i 1960.

## Biografia
Entre 1950 i 1971, Koch va aparèixer en més de 65 pel·lícules, entre les quals es trobaven diverses coproduccions de cinema internacionals. Va debutar el 1954 amb el thriller d'espionatge Night People, que va protagonitzar amb Gregory Peck. En la producció de Sergio Leone Per un grapat de dòlars de 1964, va aparèixer al costat de Clint Eastwood. Probablement, a Alemanya, va ser força coneguda durant molts anys per la participació en el popular programa de televisió Was bin ich?, adaptació alemanya del programa de televisió americà What's My Line?, que fou emès des de la dècada de 1950 fins al 1988 i va obtenir puntuacions de fins al 75% al seu punt àlgid.
El 1971, va reprendre els estudis de medicina que havia deixat a principis dels anys cinquanta per convertir-se en actriu. Va obtenir el títol de Doctor en Medicina el 1974 i va exercir la medicina fins al 1997 com a especialista a Múnic. També el 1974, va ser una de les amfitrions inicials del talk show pioner a Alemanya 3 nach 9, pel que va ser guardonada amb un dels premis més prestigiosos de la indústria televisiva alemanya, el Grimme-Preis. També va participar en altres programes de televisió i, a partir del 2014, continua disposant d'un programa d'assessorament mèdic a la ràdio.

## Vida personal
Koch és la filla de Marie Aumüller i Rudolf Schindler. El 1953 es va casar amb el metge Gerhard Freund, amb qui va tenir dos fills. La parella es va divorciar el 1973 després que Freund comencés una relació amb Miss Món 1956, Petra Schürmann, amb qui després es va casar.

## Filmografia
- Der Mann, der zweimal leben wollte (1950) - Katja Hesse
- Czardas der Herzen (1951) - Reporterin
- Dr. Holl (1951) - Anna
- Geheimnis einer Ehe (1951) - Musi Camphausen
- Mein Freund, der Dieb (1951) - Resl
- Der keusche Lebemann (1952) - Gerty Seibold
- Wetterleuchten am Dachstein (1953) - Christl, die junge Magd
- Skandal im Mädchenpensionat (1953) - Marina von Leithen
- Der Klosterjäger (1953) - Gittli
- Der Wildschütz (1953) - Ursula
- Liebe und Trompetenblasen (1954) - Bettina von Brixen
- Night People (1954) - Kathy Gerhardt
- Schloß Hubertus (1954) - Geislein
- Bruder Martin (1954) - Rosl
- Ludwig II: Glanz und Ende eines Königs (1955) - Prinzessin Sophie
- Des Teufels General (1955) - Dorothea 'Diddo' Geiss
- Der Schmied von St. Bartholomae (1955)
- Königswalzer (1955) - Therese
- Solange du lebst (1955) - Teresa
- Zwei blaue Augen (1955) - Christiane Neubert
- Die Ehe des Dr. med. Danwitz (1956) - Edith Danwitz - Mannequin
- Wenn wir alle Engel wären (1956) - Elisabeth Kempenich
- Four Girls in Town (1957) - Ina Schiller
- Salzburger Geschichten (1957) - Konstanze
- Der Stern von Afrika (1957) - Brigitte
- Vater sein dagegen sehr (1957) - Margot Ventura geb. Sonnemann
- Interlude (1957) - Reni Fischer
- Der Fuchs von Paris (1957) - Yvonne
- Gli italiani sono matti (1958) - Cristina
- … und nichts als die Wahrheit (1958) - Mingo Fabian
- Die Landärztin (1958) - Dr. Petra Jensen
- Frau im besten Mannesalter (1959) - Carola Hauff
- Die Frau am dunklen Fenster (1960) - Luise Konradin
- Heldinnen (1960) - Minna von Barnhelm
- Mit Himbeergeist geht alles besser (1960) - Hilde von Hessenlohe
- Pleins feux sur l'assassin (1961) - Edwige
- Unter Ausschluß der Öffentlichkeit (1961) - Ingrid Hansen
- Napoléon II l'Aiglon (1961) - Kaiserin Marie Louise
- Die Fledermaus (1962) - Rosalinde
- Heißer Hafen Hongkong (1962) - Joan Kent
- Liebling, ich muß dich erschießen (1962) - Jeannine Messmer
- Im Namen des Teufels (1962) - Nora Gulden
- Tim Frazer (1963, TV miniseries) - Helen Baker
- Der schwarze Panther von Ratana (1963) - Dr. Marina Keller
- Death Drums Along the River (1963) - Dr. Inge Jung
- Der Letzte Ritt nach Santa Cruz (1964) - Elizabeth Kelly
- Das Ungeheuer von London-City (1964) - Ann Morlay
- Per un grapat de dòlars (1964) - Marisol
- Frozen Alive (1964) - Dr. Helen Wieland
- Trunk to Cairo (1965) - Helga Schlieben
- Coast of Skeletons (1965) - Helga
- Die Hölle von Manitoba (1965) - Jade Grande
- Jessy Does Not Forgive... He Kills! (1965) - Anna-Lisa
- Wer kennt Johnny R.? (1966) - Bea Bordet
- Clint the Stranger (1967) - Julie Harrison
- Der Tod läuft hinterher (1967, TV miniseries) - Mary Hotkins
- Sandy the Seal (1968) - Karen Van Heerden (shot in 1965)
- The Unnaturals (1969) - Mrs. Vivian Taylor
- Die Journalistin (1970-1971, TV series, 13 episodes) - Renate Albrecht
- Reserl am Hofe (1984) - Narrator